# Gran Premio di superbike dell'Hungaroring 1989
Il Gran Premio di Superbike dell'Hungaroring 1989, seconda prova del campionato mondiale Superbike 1989, è stato disputato il 30 aprile sull'Hungaroring e ha visto la vittoria di Fred Merkel in gara 1 davanti a Raymond Roche e Fabrizio Pirovano, lo stesso pilota si è ripetuto anche in gara 2 precedendo Pirovano e Robert McElnea.

## Risultati

### Gara 1

#### Arrivati al traguardo[3]
| Pos. | Nº  | Pilota              | Motocicletta | Tempo     | Griglia | Punti |
| ---- | --- | ------------------- | ------------ | --------- | ------- | ----- |
| 1º   | 1   | Fred Merkel         | Honda        | 46:29.670 | 1º      | 20    |
| 2º   | 27  | Raymond Roche       | Ducati       | +0:06.650 | 3º      | 17    |
| 3º   | 2   | Fabrizio Pirovano   | Yamaha       | +0:10.530 | 4º      | 15    |
| 4º   | 79  | Robert McElnea      | Yamaha       | +0:11.040 | 5º      | 13    |
| 5º   | 4   | Stéphane Mertens    | Honda        | +0:16.060 | 17º     | 11    |
| 6º   | 24  | Anders Andersson    | Yamaha       | +0:16.220 | 13º     | 10    |
| 7º   | 10  | Terry Rymer         | Yamaha       | +0:23.450 | 16º     | 9     |
| 8º   | 26  | Ernst Gschwender    | Suzuki       | +0:28.040 | 6º      | 8     |
| 9º   | 77  | Giancarlo Falappa   | Bimota       | +0:33.290 | 14º     | 7     |
| 10º  | 92  | Brian Morrison      | Honda        | +0:35.110 | 10º     | 6     |
| 11º  | 52  | Andreas Hofmann     | Honda        | +0:47.540 | 12º     | 5     |
| 12º  | 40  | René Rasmussen      | Suzuki       | +0:51.880 | 8º      | 4     |
| 13º  | 29  | Patrick Igoa        | Kawasaki     | +0:51.950 | 18º     | 3     |
| 14º  | 19  | Jari Suhonen        | Yamaha       | +0:53.290 | 15º     | 2     |
| 15º  | 9   | Malcolm Campbell    | Honda        | +0:53.430 | 7º      | 1     |
| 16º  | 63  | Baldassarre Monti   | Ducati       | +0:56.550 | 9º      |       |
| 17º  | 41  | Darren Dixon        | Honda        | +1:04.940 | 34º     |       |
| 18º  | 69  | Pierre Bolle        | Kawasaki     | +1:16.050 | 20º     |       |
| 19º  | 32  | Steve Hislop        | Honda        | +1:18.900 | 21º     |       |
| 20º  | 3   | Davide Tardozzi     | Bimota       | +1:21.820 | 26º     |       |
| 21º  | 30  | Jean-Yves Mounier   | Yamaha       | +1:22.060 | 19º     |       |
| 22º  | 81  | Anton Gruschka      | Honda        | +1:22.090 | 38º     |       |
| 23º  | 17  | Edwin Weibel        | Kawasaki     | +1:23.950 | 40º     |       |
| 24º  | 76  | Robert Holden       | Honda        | +1:25.650 | 31º     |       |
| 25º  | 36  | Peter Rubatto       | Bimota       | +1:27.880 | 2º      |       |
| 26º  | 58  | Wolfgang Von Muralt | Honda        | +1:29.690 | 35º     |       |
| 27º  | 46  | Peter Sköld         | Honda        | +1 giro   | 37º     |       |
| 28º  | 48  | Christer Lindholm   | Suzuki       | +1 giro   | 39º     |       |
| 29º  | 45  | Peter Granath       | Yamaha       | +1 giro   | 30º     |       |
| 30º  | 107 | Dave Leach          | Yamaha       | +1 giro   | 28º     |       |

#### Ritirati
| Nº | Pilota           | Motocicletta | Giri     | Griglia |
| -- | ---------------- | ------------ | -------- | ------- |
| 57 | René Delaby      | Honda        | +4 giri  | 32º     |
| 11 | Roger Burnett    | Honda        | +7 giri  | 11º     |
| 59 | Michael Galinski | Yamaha       | +9 giri  | 24º     |
| 21 | Paul Iddon       | Yamaha       | +9 giri  | 22º     |
| 75 | Sven Seidel      | Suzuki       | +12 giri | 36º     |
| 72 | Fabio Biliotti   | Bimota       | +20 giri | 29º     |
| 34 | Toni Röhrer      | Honda        | +21 giri | 27º     |
| 20 | Andy Mcgladdery  | Honda        | +22 giri | 33º     |
| 44 | Jeffry de Vries  | Yamaha       | +22 giri | 25º     |
| 64 | Mark Phillips    | Yamaha       | +23 giri | 23º     |

### Gara 2

#### Arrivati al traguardo[4]
| Pos. | Nº  | Pilota              | Motocicletta | Tempo     | Griglia | Punti |
| ---- | --- | ------------------- | ------------ | --------- | ------- | ----- |
| 1º   | 1   | Fred Merkel         | Honda        | 44:14.570 | 1º      | 20    |
| 2º   | 2   | Fabrizio Pirovano   | Yamaha       | +0:12.550 | 4º      | 17    |
| 3º   | 79  | Robert McElnea      | Yamaha       | +0:12.880 | 5º      | 15    |
| 4º   | 77  | Giancarlo Falappa   | Bimota       | +0:18.700 | 14º     | 13    |
| 5º   | 63  | Baldassarre Monti   | Ducati       | +0:23.740 | 9º      | 11    |
| 6º   | 4   | Stéphane Mertens    | Honda        | +0:24.420 | 17º     | 10    |
| 7º   | 24  | Anders Andersson    | Yamaha       | +0:24.560 | 13º     | 9     |
| 8º   | 40  | René Rasmussen      | Suzuki       | +0:25.590 | 8º      | 8     |
| 9º   | 10  | Terry Rymer         | Yamaha       | +0:29.890 | 16º     | 7     |
| 10º  | 36  | Peter Rubatto       | Bimota       | +0:35.150 | 2º      | 6     |
| 11º  | 19  | Jari Suhonen        | Yamaha       | +0:39.580 | 15º     | 5     |
| 12º  | 9   | Malcolm Campbell    | Honda        | +0:42.360 | 7º      | 4     |
| 13º  | 92  | Brian Morrison      | Honda        | +0:45.150 | 10º     | 3     |
| 14º  | 52  | Andreas Hofmann     | Honda        | +0:52.250 | 12º     | 2     |
| 15º  | 29  | Patrick Igoa        | Kawasaki     | +0:55.050 | 18º     | 1     |
| 16º  | 69  | Pierre Bolle        | Kawasaki     | +1:06.630 | 20º     |       |
| 17º  | 30  | Jean-Yves Mounier   | Yamaha       | +1:07.610 | 19º     |       |
| 18º  | 41  | Darren Dixon        | Honda        | +1:11.030 | 34º     |       |
| 19º  | 76  | Robert Holden       | Honda        | +1:13.370 | 31º     |       |
| 20º  | 20  | Andy Mcgladdery     | Honda        | +1:13.930 | 33º     |       |
| 21º  | 44  | Jeffry de Vries     | Yamaha       | +1:13.990 | 25º     |       |
| 22º  | 57  | René Delaby         | Honda        | +1:14.360 | 32º     |       |
| 23º  | 107 | Dave Leach          | Yamaha       | +1:15.400 | 28º     |       |
| 24º  | 34  | Toni Röhrer         | Honda        | +1:17.970 | 27º     |       |
| 25º  | 58  | Wolfgang Von Muralt | Honda        | +1:22.960 | 35º     |       |
| 26º  | 72  | Fabio Biliotti      | Bimota       | +1:27.850 | 29º     |       |
| 27º  | 45  | Peter Granath       | Yamaha       | +1:31.030 | 30º     |       |
| 28º  | 17  | Edwin Weibel        | Kawasaki     | +1:44.220 | 40º     |       |
| 29º  | 46  | Peter Sköld         | Honda        | +1:52.030 | 37º     |       |
| 30º  | 48  | Christer Lindholm   | Suzuki       | +1 giro   | 39º     |       |
| 31º  | 64  | Mark Phillips       | Yamaha       | +1 giro   | 23º     |       |

#### Ritirati
| Nº | Pilota           | Motocicletta | Giri     | Griglia |
| -- | ---------------- | ------------ | -------- | ------- |
| 81 | Anton Gruschka   | Honda        | +13 giri | 38º     |
| 26 | Ernst Gschwender | Suzuki       | +17 giri | 6º      |
| 75 | Sven Seidel      | Suzuki       | +20 giri | 36º     |
| 3  | Davide Tardozzi  | Bimota       | +22 giri | 26º     |
| 32 | Steve Hislop     | Honda        | +22 giri | 21º     |
| 27 | Raymond Roche    | Ducati       | +23 giri | 3º      |